# Tom Aspinall
Thomas Paul Aspinall (ur. 11 kwietnia 1993 w Salford) – angielski zawodnik mieszanych sztuk walki (MMA). Były zawodnik BAMMA oraz Cage Warriors. Aktualnie związany z UFC, gdzie od 11 listopada 2023 był tymczasowym mistrzem w wadze ciężkiej. 21 czerwca 2025 został mianowany niekwestionowanym mistrzem wagi ciężkiej.

## Życiorys
Matka Toma pochodzi z Polski, ojciec z Anglii. Aspinall poszedł w ślady ojca, zaczynając trenować sztuki walki w wieku siedmiu lat. Po treningu zapasów i boksu rozpoczął treningi brazylijskiego jiu-jitsu. Wygrał turniej British Open w brazylijskim jiu-jitsu we wszystkich klasach pasów z wyjątkiem czarnego pasa. Po tym, jak jego ojciec został instruktorem jiu-jitsu w Team Kaobon, zainteresował się mieszanymi sztukami walki i ostatecznie przeszedł do tego sportu. Po ukończeniu szkoły w wieku 16 lat intensywnie rósł, przez co często borykał się z bólami wzrostowymi.

## Kariera MMA

### Wczesna kariera
Aspinall zadebiutował w formule MMA 13 grudnia 2014, kiedy to na gali MMA Versus UK znokautował w zaledwie 15 sekund Michała Piszczka. W 2019 roku, po 2,5-letniej przerwie od startów podpisał kontrakt na pięć walk z angielską organizacją Cage Warriors. W tym czasie już zaproponowano mu kontrakt z Ultimate Fighting Championship, ale nie czuł się jeszcze gotowy i go odrzucił. Po dwóch szybkich zwycięstwach przez nokauty w Cage Warriors ostatecznie podpisał kontrakt z UFC.

### UFC
W pierwszej walce dla amerykańskiego giganta miał zadebiutować przeciwko Raphaelowi Pessoa na UFC Fight Night: Woodley vs. Edwards, które odbyło się 21 marca 2020 roku. W późniejszym czasie Pessoa wycofał się z walki powołując się na kontuzję i został zastąpiony przez Jake’a  Colliera, ale to wydarzenie zostało odwołane z powodu pandemii COVID-19. Walka obu zawodników odbyła się ostatecznie 25 lipca 2020 roku na UFC on ESPN 14. Wygrał walkę przez techniczny nokaut w pierwszej rundzie. To zwycięstwo przyniosło mu pierwszy bonus w kategorii występ wieczoru.
Oczekiwano, że w drugiej walce w UFC zmierzy się z Sergiejem Spiwakiem na UFC Fight Night: Moraes vs. Sandhagen 11 października 2020 roku, jednak Spiwak wycofał się z walki z nieujawnionych powodów i został zastąpiony przez debiutującego Francuza, Alana Baudota. Aspinall wygrał walkę przez techniczny nokaut w pierwszej rundzie.
20 lutego 2021 roku na UFC Fight Night: Blaydes vs. Lewis stoczył walkę z doświadczonym Białorusinem, Andrejem Arłouskim. Wygrał walkę przez poddanie w drugiej rundzie. To zwycięstwo przyniosło mu nagrodę bonusową za występ wieczoru.
4 września 2021 roku na UFC Fight Night 191 miał zawalczyć z Siergiejem Pawłowiczem, ale Rosjanin został usunięty z karty walk pod koniec sierpnia z powodu rzekomych problemów wizowych, które ograniczały jego możliwość podróżowania i został zastąpiony przez niedoszłego Siergieja Spiwaka. Aspinall zwyciężył przez techniczny nokaut w pierwszej rundzie. Zwycięstwo przyniosło mu trzecią nagrodę bonusową za najlepszy występ wieczoru.
19 marca 2022 roku na UFC Fight Night 204 miał zmierzyć się z Szamilem Abdurachimowem. Z czasem ogłoszono, że nowym rywalem Anglika został Aleksander Wołkow. W pierwszej rundzie Aspinall założył rywalowi dźwignię na rękę, którą poddał rosyjskiego zawodnika. Dzięki temu zwycięstwu został nagrodzony bonusem za występ wieczoru.
23 lipca 2022 roku na UFC Fight Night 208 zmierzył się z Curtisem Blaydesem. Przegrał walkę przez techniczny nokaut 15 sekund po rozpoczęciu pierwszej rundy po tym, jak nie mógł kontynuować walki z powodu kontuzji kolana.
Prawie rok później, podczas głównej walki wieczoru gali UFC Fight Night: Aspinall vs. Tybura zmierzył się w konfrontacji nr 10 rankingu UFC, Marcinem Tyburą. Wygrał walkę przez techniczny nokaut nieco ponad minutę od rozpoczęcia pierwszej rundy. Dzięki temu zwycięstwu otrzymał swoją piątą nagrodę bonusową za występ wieczoru.
11 listopada 2023 na gali UFC 295 w Nowym Jorku, zawalczył z Siergiejem Pawłowiczem o tymczasowe mistrzostwo UFC w wadze ciężkiej, z powodu kontuzji Jona Jonesa i anulowania jego walki ze Stipe Miocicem. Aspinall znokautował rywala kombinacją uderzeń już w 69 sekundzie rundy pierwszej, tym samym zdobywając tymczasowy tytuł. Po walce otrzymał kolejny bonus za najlepszy występ wieczoru w wysokości 50 tysięcy dolarów.
Na gali UFC 309 był zawodnikiem rezerwowym dla walki Jona Jonesa ze Stipe Miociciem. Informacje te podał prezydent UFC, Dana White podczas konferencji prasowej po ostatniej edycji Dana White’s Contender Series.
Podczas konferencji prasowej po gali UFC on ABC: Hill vs. Rountree Jr. Dana White ogłosił, że dotychczasowy mistrz UFC w wadze ciężkiej Jon Jones (były mistrz UFC w wadze półciężkiej) zakończył karierę w mieszanych sztukach walki, a w związku z tym nowym, niekwestionowanym mistrzem tej kategorii wagowej został Aspinall.

## Osiągnięcia

### Mieszane sztuki walki
- Ultimate Fighting Championship
  - 2023-2025: Tymczasowy mistrz UFC w wadze ciężkiej[3]
  - 2025: Mistrz UFC w wadze ciężkiej[4]

- Sherdog
  - 2023: Przełomowy Zawodnik Roku[42]
- Violent Money TV
  - 2023: VMTV UK MMA Nokaut Roku
- World MMA Awards
  - 2024: Przełomowy Zawodnik Roku[43]
  - 2024: Powrót roku[43]

## Lista zawodowych walk MMA
| Wynik     | Bilans | Przeciwnik (bilans przed walką) | Rozstrzygnięcie                                  | Runda | Czas | Rozgrywki                             | Data       | Miejsce       | Uwagi |
| --------- | ------ | ------------------------------- | ------------------------------------------------ | ----- | ---- | ------------------------------------- | ---------- | ------------- | --- |
| Wygrana   | 15-3   | Curtis Blaydes (18-4. 1 NC)     | TKO (ciosy pięściami)                            | 1     | 1:00 | UFC 304                               | 27.07.2024 | Manchester    | Obronił tymczasowe mistrzostwo UFC w wadze ciężkiej. Bonus za występ wieczoru. Co-Main Event.Później awansował na mistrza UFC w wadze ciężkiej. |
| Wygrana   | 14-3   | Siergiej Pawłowicz (18-1)       | KO (ciosy pięściami)                             | 1     | 1:09 | UFC 295                               | 11.11.2023 | Nowy Jork     | Zdobył tymczasowe mistrzostwo UFC w wadze ciężkiej. Bonus za występ wieczoru. Co-Main Event                                                     |
| Wygrana   | 13-3   | Marcin Tybura (24-7)            | TKO (ciosy pięściami w parterze)                 | 1     | 1:13 | UFC Fight Night: Aspinall vs. Tybura  | 22.07.2023 | Londyn        | Bonus za występ wieczoru. Main Event |
| Przegrana | 12-3   | Curtis Blaydes (16-3)           | TKO (kontuzja kolana)                            | 1     | 0:15 | UFC Fight Night: Aspinall vs. Blaydes | 23.07.2022 | Londyn        | Main Event |
| Wygrana   | 12-2   | Aleksandr Wołkow (33-9)         | Poddanie (dźwignia na rękę)                      | 1     | 3:45 | UFC Fight Night: Volkov vs. Aspinall  | 19.03.2022 | Londyn        | Bonus za występ wieczoru. Main Event |
| Wygrana   | 11-2   | Sergiej Spiwak (13-2)           | TKO (łokcie i ciosy pięściami)                   | 1     | 2:30 | UFC Fight Night: Brunson vs. Till     | 04.09.2021 | Las Vegas     | Bonus za występ wieczoru. Co-Main Event |
| Wygrana   | 10-2   | Andrej Arłouski (30-19. 2 NC)   | Poddanie (duszenie zza pleców)                   | 2     | 1:09 | UFC Fight Night: Blaydes vs. Lewis    | 20.02.2021 | Las Vegas     | Bonus za występ wieczoru |
| Wygrana   | 9-2    | Alan Baudot (8-1)               | TKO (łokcie i ciosy pięściami)                   | 1     | 1:35 | UFC Fight Night: Moraes vs. Sandhagen | 10.10.2020 | Abu Zabi      | |
| Wygrana   | 8-2    | Jake Collier (11-4)             | TKO (kolana i ciosy pięściami)                   | 1     | 0:45 | UFC on ESPN: Whittaker vs. Till       | 26.07.2020 | Abu Zabi      | Debiut w UFC. Bonus za występ wieczoru |
| Wygrana   | 7-2    | Mickael Ben Hamouda (2-0)       | TKO (ciosy pięściami)                            | 1     | 0:56 | Cage Warriors 107                     | 28.09.2019 | Liverpool     | |
| Wygrana   | 6-2    | Sofiane Boukichou (6-2)         | TKO (kontuzja nogi)                              | 1     | 1:21 | Cage Warriors 101                     | 16.02.2019 | Liverpool     | Debiut w Cage Warriors. |
| Wygrana   | 5-2    | Kamil Bazelak (3-7)             | KO (cios pięścią)                                | 1     | 1:16 | Full Contact Contender 16             | 18.06.2016 | Bolton        | |
| Przegrana | 4-2    | Łukasz Parobiec (11-5)          | Dyskwalifikacja (niedozwolony łokieć w parterze) | 2     | 3:33 | BAMMA 25: Champion vs. Champion       | 14.05.2016 | Birmingham    | |
| Wygrana   | 4-1    | Adrian Ruskac (0-0)             | TKO (ciosy pięściami)                            | 1     | 1:05 | Full Contact Contender 15             | 05.03.2016 | Bolton        | |
| Przegrana | 3-1    | Stuart Austin (8-2)             | Poddanie (dźwignia skrętowa na staw skokowy)     | 2     | 3:59 | BAMMA 21                              | 13.06.2015 | Birmingham    | |
| Wygrana   | 3-0    | Satisch Jhamai (2-3)            | TKO (ciosy pięściami)                            | 1     | 0:09 | BAMMA 19                              | 28.03.2015 | Blackpool     | |
| Wygrana   | 2-0    | Ricky King (2-0)                | Poddanie (dźwignia skrętowa na staw skokowy)     | 1     | 0:49 | BAMMA 18                              | 21.02.2015 | Wolverhampton | |
| Wygrana   | 1-0    | Michał Piszczek (1-1)           | TKO (ciosy pięściami)                            | 1     | 0:15 | MMA Versus UK                         | 13.12.2014 | Manchester    | |

## Lista walk w boksie
| Wynik   | Bilans | Przeciwnik (bilans przed walką) | Rozstrzygnięcie | Runda | Czas | Data       | Miejsce    | Uwagi |
| ------- | ------ | ------------------------------- | --------------- | ----- | ---- | ---------- | ---------- | ----- |
| Wygrana | 1-0    | Tamas Bajzath (12-20-1)         | KO              | 1 (4) | 1:24 | 24.06.2017 | Manchester |       |